# Oh No, Not You Again
"Oh No, Not You Again" er en sang fra The Rolling Stones, der er et af numrene på deres 2005 hit album A Bigger Bang. 
Sangen er nummer 10 på albummets trackliste, og en af de seneste kompositioner af makkerparret Mick Jagger og Keith Richards. 
Richards fortalte om starten på sangen:” Nogle gange er der bare en generelle ide – bare en talemåde. ” Oh no, not you again” (Åh nej, ikke dig igen). Vi sov på den, og den næste dag havde hver og en et stykke papir hvor der stod:” Hvad med vi gør det sådan her?” Det er alt sammen virkeligt lidt af et lappeværk. Men eventuelt begynder du at få trådene ud af sangen. Du slår af et par af akkorder og siger:” Det er godt.” Så ser du hvad der sker derefter. Jeg føler, at det ikke har ret meget at gøre med mig. Jeg bliver bare ledt af en serie notater og muligheder. Jeg hænger bare på, og ser hvad der sker .”
Den indspillede sang skete med følgende musikere. Jagger sang og spillede sammen med Ron Wood, og Keith Richards de elektriske guitarer. Richards spillede derudover også bass sammen med Darryl Jones. Charlie Watts spillede trommerne . 

### Fodnote
1. ↑  Oh No, Not You Again
2. ↑  "Oh No, Not You Again". Arkiveret fra originalen 31. oktober 2007. Hentet 7. februar 2008.